# Ptilope jaune
Ptilinopus luteovirens
Espèce
Statut de conservation UICN

 LC  : Préoccupation mineure
Le Ptilope jaune (Ptilinopus luteovirens) est une espèce d’oiseaux appartenant à la famille des Columbidae.
Cet oiseau est endémique des Fidji : Viti Levu, Ovalau, Beqa, Ngau et Waya